# Razorlight
Razorlight – angielsko-szwedzka grupa muzyczna wykonująca indie rock. Powstała w 2002 roku z inicjatywy gitarzysty, wokalisty i autora piosenek Johnny’ego Borrella.

## Historia
28 czerwca 2004 grupa wydała debiutancki album Up All Night, który już 4 lipca osiągnął trzecie miejsce brytyjskiej listy najlepszych albumów. Album został dobrze przyjęty przez krytyków, otrzymując pozytywne recenzje najważniejszych magazynów muzycznych (NME, Q, Billboard), zarzucano mu jednak brak oryginalności oraz zapożyczanie pomysłów od innych zespołów rockowych, przede wszystkim The Strokes.
NME napisał, że album „tryska pasją, energią i, przede wszystkim, niezwykłymi utworami”.
W kwietniu 2005 roku została wydana reedycja Up All Night, zawierająca wcześniej niepublikowany utwór Somewhere else.
W lipcu 2005 roku zespół wystąpił w Hyde Parku w Londynie, na koncercie charytatywnym z serii Live 8. Zespół był wówczas krytykowany za nieprzekazanie swojego dodatkowego dochodu na konto organizacji charytatywnej. Członkowie Razorlight twierdzili, że nie mogli tego zrobić ze względu na swój krótki staż na scenie muzycznej.
15 lipca 2005 zespół supportował Queen + Paul Rodgers przed publicznością liczącą 60 000 osób. Występował również przed Oasis w grudniu 2005 na Millenium Stadium w Cardiff.
Razorlight zaprezentował część premierowych utworów ze swojego drugiego albumu 30 marca 2006, na jednym z koncertów Teenage Cancer Trust, organizowanych przez wokalistę The Who Rogera Daltreya. 2 lipca tego roku poprzedziła występ The Who na koncercie Hyde Park Calling. Muzycy zagrali połowę utworów z nowego albumu, z którego pierwszy singel, In the Morning, został wydany o północy tego samego dnia.
17 lipca 2006 Razorlight wydał swój drugi album, zatytułowany Razorlight. Album zadebiutował na pierwszych miejscach brytyjskich list przebojów.
Zespół zagrał swoją najdłuższą dotychczas trasę koncertową na przełomie października i listopada 2006 roku.

## Skład
Obecni członkowie:
- Johnny Borrell – śpiew, gitara, keyboard, pianino (od 2002)
- Björn Ågren – gitara, keyboard, pianino, tamburyn (2002−2010, 2019-obecnie)
- Ben Ellis – gitara basowa (od 2019)
- Reni Lane – keyboard (od 2019)
- Mat Hector – perkusja (od 2019)

Byli członkowie:
- Carl Dalemo – gitara basowa, keyboard, pianino (2002−2010)
- David Sullivan-Kaplan – perkusja (od 2009)
- Christian Smith-Pancorvo – perkusja (2002–2004)
- Andy Burrows – perkusja (2004–2009)
- Freddie Stitz – gitara basowa (2010–2014)
- Gus Robertson – gitary (2010–2017)
- João Mello –gitara basowa (2014–2018)
- Angelos Amphibian – tamburyn (2017–2019)
- David Ellis – gitary (2017–2019)
- Harry Deacon – gitara basowa (2018–2019)

## Dyskografia

### Albumy
- Up All Night (2004)
- Razorlight (2006)
- Slipway Fires (2008)
- Olympus Sleeping (2018)
- Razorwhat? – The best of Razorlight (2022)

### Single
| Data wydania         | Tytuł                               | Płyta         |                |
| -------------------- | ----------------------------------- | ------------- | -------------- |
| 18 sierpnia 2003     | Rock ’N’ Roll Lies                  | Up All Night  | UK #54         |
| 10 listopada 2003    | Rip It Up                           | Up All Night  | UK #42; #20    |
| 26 stycznia 2004     | Stumble and Fall                    | Up All Night  | UK #27         |
| 13 czerwca 2004      | Golden Touch                        | Up All Night  | UK #9          |
| 13 września 2004     | Vice                                | Up All Night  | UK #18         |
| 11 kwietnia 2005     | Somewhere Else                      | Up All Night  | Uk #2          |
| 3 lipca 2006         | In the Morning                      | Razorlight    | UK #3          |
| 2 października 2006  | America                             | Razorlight    | UK #1; DE #38  |
| 18 grudnia 2006      | Before I Fall to Pieces             | Razorlight    | UK #17; LP #41 |
| 19 marca 2007        | I Can't Stop This Feelings I've Got | Razorlight    | UK #44         |
| 9 lipca 2007         | Hold On                             | Razorlight    | UK #80         |
| 27 października 2008 | Wire to Wire                        | Slipway Fires | UK #5          |
| 12 stycznia 2009     | Hostage of Love                     | Slipway Fires |                |